# Guillermo E. Martín
Guillermo E. Martín fue un militar colombiano.

## Biografía
Aunque no se conoce documento alguno sobre la fecha de su nacimiento, se calcula, con base en la fecha en que recibió el grado de Alférez (1851), que su nacimiento pudo ocurrir entre 1832 y 1835, en Bogotá. La información que contiene su hoja de vida, la cual reposa en el Archivo General de la Nación presenta los siguientes datos: 

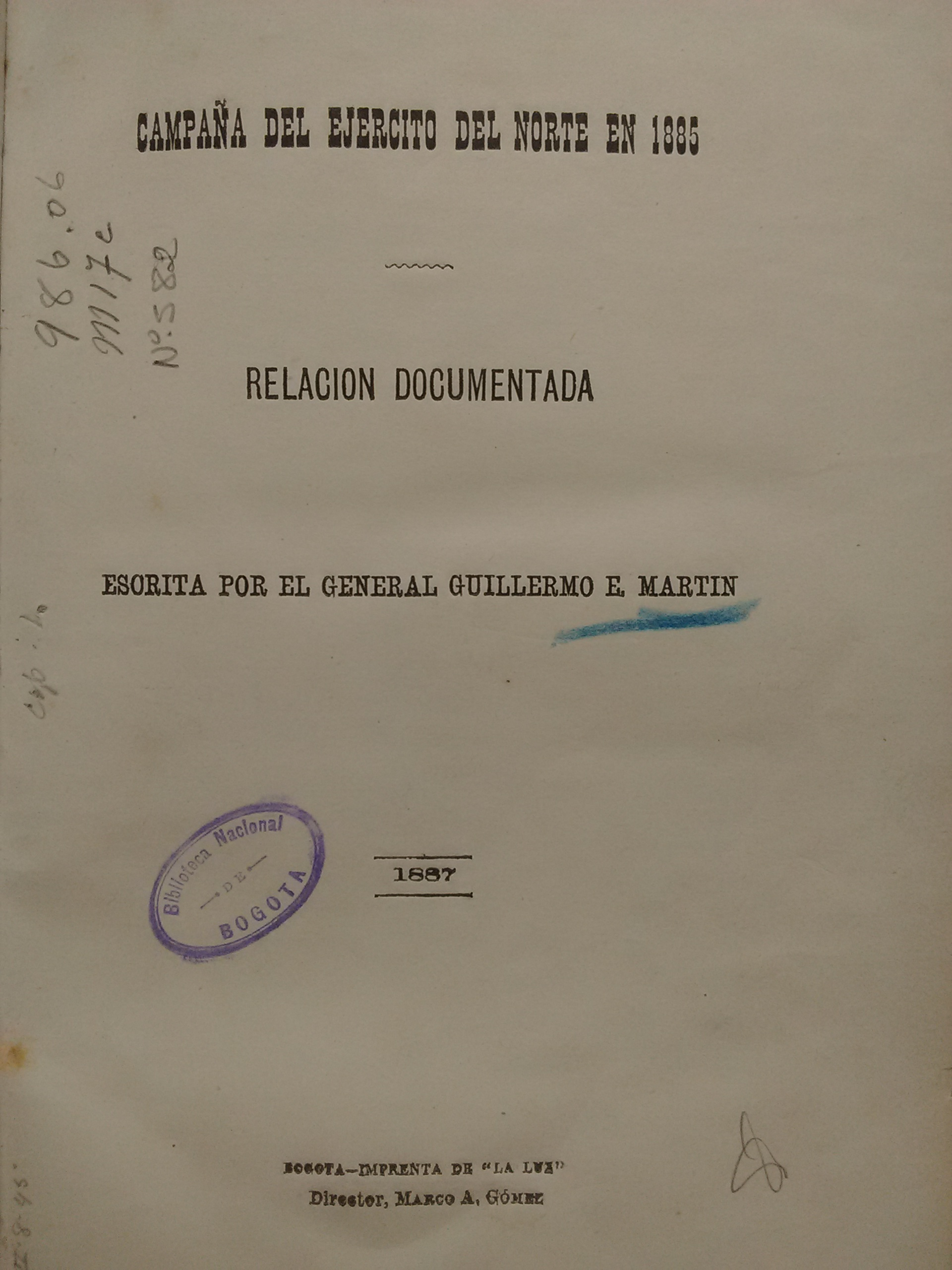
Portada libro Campaña del ejército del norte en 1885 relación documentada escrita por el general Guillermo E. Martin e impresa por la imprenta La Luz en la ciudad de Bogotá en 1887

| Ascensos         | Fecha                             |
| ---------------- | --------------------------------- |
| Alférez 2.º      | 21 de agosto de 1851              |
| Teniente 2.º     | 18 de septiembre de 1851          |
| Capitán          | 16 de mayo de 1854                |
| Teniente Coronel | 1876                              |
| Coronel          | 27 de abril de 1877               |
| General          | No figura en su hoja de servicios |

### Cargos y cuerpos en que sirvió
Adjunto al Estado Mayor en Jefe del Ejército de Operaciones sobre Antioquia.
Comandante en fuerza de Caballería que se organizó en la Sabana de Bogotá y marchó hacia Chocontá en 1854.
Ayudante de Campo del General en Jefe del Ejército del Sur en 1854.
Primer Jefe del Batallón "Libres de Colombia", denominado también "Alcanfor", en 1876.

### Acciones de guerra
Estuvo en la Campaña de Antioquia, desde el 16 de mayo de 1851 hasta el 6 de abril de 1853. Tomó parte en las acciones contra la dictadura del general José María Melo, desde el 16 de mayo hasta el 6 de diciembre de 1854, bajo las órdenes de los generales Manuel María Franco y Marcelo Buitrago. Posteriormente se incorporó en la Mesa (Cundinamarca) a las órdenes del general José Hilario López. En Bogotá estuvo en las acciones de Rosa, Las Cruces, y La Toma, el 3 y 4 de diciembre de 1854. Tomó parte en la Campaña de Cundinamarca, del 20 de octubre de 1876 al 30 de abril de 1877. Participó en las acciones de Yomasa el 5 de diciembre de 1877 bajo el mando del general Sergio Camargo.
Su faceta de escritor es poco conocida y breve. En 1877 se publicó en Bogotá su única obra: Campaña del Ejército del Norte en 1885, con la cual enriqueció la bibliografía sobre las contiendas civiles.

## Fondo Guillermo E. Martín
En 1913 fue donada la biblioteca personal del general Martín a la Biblioteca Nacional de Colombia. El fondo se compone de 717 volúmenes en inglés, francés, italiano, alemán, español, latín y holandés. Se encuentran textos de literatura, filosofía, historia, arquitectura y arte. Uno de los libros más representativos es el Sammlung verschiedener auslándischer und seltener Vogel, de Johann Michael Seligmann, impreso en Núremberg entre 1749 y 1776, en 9 tomos y 4 volúmenes, con grabados con color añadido. La riqueza de esta colección se debe a que fue adquirida por Martín, en Hamburgo donde residió entre 1872 y 1873.
| |
| Grabado del primer tomo de la obra Sammlung verschiedener ausländischer und seltener Vögel. Impreso en Nürnberg por editorial Seligmann en 1749. |

|  |
|  |

|  |
|  |